# 明显相手蟹
明显相手蟹（学名：Sesarma tangi）为方蟹科相手蟹属的动物。在中国大陆，分布于福建等地，生活环境为海水，多见于潮间带。